# David Johansen

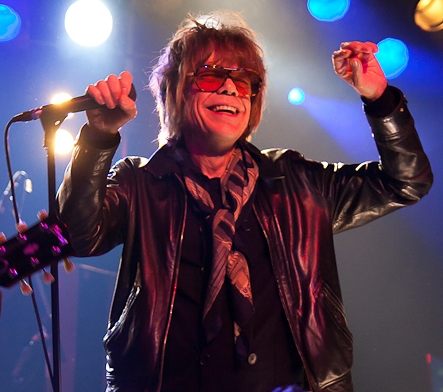
David Johansen (2011)

David Johansen (* 9. Januar 1950 in Staten Island, New York City; † 28. Februar 2025 ebendort) war ein US-amerikanischer Sänger, Songwriter und Schauspieler. Bekannt wurde er vor allem als Mitglied der Protopunk-Band New York Dolls sowie unter seinem Pseudonym Buster Poindexter. Musikalisch bewegte er sich in verschiedenen Stilen, darunter Rock, Protopunk, Blues, Jazz und Pop.

## Leben
Der Sohn eines norwegischen Vaters und einer irischen Mutter begann seine Karriere als Sänger in den späten 1960er Jahren bei der Band Vagabond Missionaries aus Staten Island. 1971 war er Mitbegründer der New York Dolls, die sich 1977 auflösten.
1978 erschien Johansens erstes Soloalbum, das sich nur schleppend verkaufte. Das nächste Studioalbum In Style (1979) wurde von Mick Ronson produziert und bewegte sich mehr in Richtung Popmusik, ebenso das folgende Here Comes the Night (1981). Als das Album Sweet Revenge (1984) floppte, musste Johansen seine Karriere überdenken.
Ende 1984 tauchte er als Buster Poindexter wieder auf. Der Musikstil ging jetzt eher Richtung R&B und Jazz. 1987 hatte Poindexter einen großen Hit mit Hot Hot Hot. In der zweiten Hälfte der 1980er Jahre begann Johansen vermehrt als Schauspieler zu arbeiten, während er weiterhin als Buster Poindexter Musik machte.
2004 gab es eine Wiedervereinigung der New York Dolls. Mittlerweile trat Johansen auch wieder unter eigenem Namen auf.
Johansen starb am 28. Februar 2025 im Alter von 75 Jahren in seiner Geburtsstadt New York City. Im Monat zuvor hatte er öffentlich gemacht, dass er Krebs im fortgeschrittenen Stadium, einen Gehirntumor und einen gebrochenen Rücken habe, und im Rahmen eines Crowdfundings um Spenden für seine Arztrechnungen gebeten.

## Diskografie
Für die Aufnahmen mit den New York Dolls siehe dort.

### Solo
- 1978: David Johansen
- 1978: The David Johansen Group Live
- 1979: In Style
- 1981: Here Comes the Night
- 1982: Live It Up
- 1984: Sweet Revenge
- 2000: David Johansen and the Harry Smiths
- 2002: Shaker

### Buster-Poindexter-Alben
- 1987: Buster Poindexter
- 1989: Buster Goes Berserk
- 1994: Buster’s Happy Hour
- 1997: Buster’s Spanish Rocketship

### Kompilationen
- 1988: Stay Awake: Various Interpretations of Music from Vintage Disney Films – als „Buster Poindexter and The Banshees of Soul“
- 1994/1997: September Songs – The Music of Kurt Weill – Alabama Song
- 2003: Stormy Weather: The Music of Harold Arlen – Kickin’ the Gong Around
- 2005: Jim White Presents Music From Searching for the Wrong-Eyed Jesus – The Last Kind Words, mit Larry Saltzman

## Filmografie (Auswahl)
- 1985: Miami Vice (Fernsehserie, Folge 2x04)
- 1986–1987: Saturday Night Live (Fernsehshow, 8 Folgen)
- 1987: Der Equalizer (The Equalizer, Fernsehserie, Folge 2x22)
- 1988: Candy Mountain
- 1988: Die Mafiosi-Braut (Married to the Mob)
- 1988: Die Geister, die ich rief … (Scrooged)
- 1989: Alles auf Sieg (Let It Ride)
- 1990: Geschichten aus der Schattenwelt (Tales from the Darkside: The Movie)
- 1991: Sunset Motel (Desire and Hell at Sunset Motel)
- 1992: Freejack – Geisel der Zukunft (Freejack)
- 1993: Mr. Babysitter (Mr. Nanny)
- 1993: Naked in New York (Stimme)
- 1994: Wagen 54 – Bitte Melden (Car 54, Where Are You?)
- 1995: Burnzy’s Last Call
- 1997: Nick and Jane
- 1997: Danny der Kater (Cats Don’t Dance, Stimme)
- 1997: The Deli
- 1999: The Tic Code
- 1999: Eine Nacht in New York (200 Cigarettes)
- 2000: Oz – Hölle hinter Gittern (Oz, Fernsehserie, 3 Folgen)
- 2001: Campfire Stories
- 2002: God Is on Their Side
- 2003: Crooked Lines
- 2015: A Very Murray Christmas (Fernseh-Special)
- 2019: Above The Shadows
- 2021: Centaurworld (Fernsehserie, 3 Folgen, Stimme)